# فرنسيس باربر
فرنسيس باربر (بالإنجليزية: Francis Barber)‏ هو عامل منزلي وبحار جامايكي، ولد في 1742 في أبرشية سانت ماري ‏ في جامايكا، وتوفي في 1801 في Stafford ‏ في المملكة المتحدة.